# Cymatura spumans
Cymatura spumans là một loài bọ cánh cứng trong họ Cerambycidae.